# Peugeot J7
Pour les articles homonymes, voir J7.
Le J7 était un fourgon commercialisé par Peugeot à partir de juin 1965, fabriqué par Chausson, comme le précédent fourgon D4B et, en petites séries, par Heuliez.

## Histoire
Au début des années 1960, les Citroën Type H et Renault Estafette dominaient le segment des utilitaires sur le marché français. Peugeot commercialisait toujours l'ancien Peugeot D3/D4 obsolète, datant de 1950, conçu et fabriqué par Chenard & Walcker qui ne fait pas le poids face aux leaders du marché. Pour prendre une place honorable sur ce segment, Peugeot s'associe avec le carrossier Chausson, nouveau propriétaire de Chenard & Walcker, pour concevoir un nouveau véhicule utilitaire moderne, compétitif et polyvalent, un fourgon avec une structure compacte, solide et d'une utilisation pratique pour tous corps de métier. En juin 1965, le constructeur de Sochaux présente son nouvel utilitaire, le Peugeot J7.
Le Peugeot J7 va redéfinir les codes, devenant rapidement la coqueluche des artisans et des commerçants français. Il offre :
- un confort et une tenue de route nettement meilleurs comparé à ses concurrents grâce à ses 4 roues indépendantes,
- un volume de chargement important grâce à son gabarit plus important avec un accès aisé grâce à ses portes coulissantes.

## Caractéristiques
Le Peugeot J7 est une camionnette assez compacte (4,74 m) de type cabine avancée, avec le moteur sous capot dans la cabine si bien que l'on peut se pencher sur le moteur depuis le siège conducteur. Il est proposé avec des motorisations essence ou Diesel.
La traction avant du J7 impose un rayon de braquage supérieur à celui d'un véhicule à propulsion, en revanche elle permet un seuil de chargement arrière très bas par l'absence d'essieu arrière grâce à sa suspension à 4 roues indépendantes, contrairement à nombre de fourgons. Lors de son lancement, le J7 avait la particularité d'avoir des portes de cabine coulissantes qui permettaient de rouler portes ouvertes. Cette disposition sera interdite quelques années plus tard.

## Versions[1]
Le J7 est d'abord proposé en fourgon avec 1 400 kg de charge utile. Les premiers modèles se reconnaissent à leurs roues de la même couleur que la carrosserie avec des moyeux coniques avant proéminents et à leurs 6 feux ronds à l'arrière. Les petits feux avant proviennent de la 204.
- La gamme se complète rapidement d'un fourgon 1 800 kg (septembre 1965), d'un fourgon vitré et d'un minibus (octobre 1965).
- Les ambulances, bétaillères (le van pour chevaux construit par Théault à Avranches ou Heuliez est aujourd'hui très recherché en occasion) et le pick-up arrivent en début d'année 1966.
- En septembre 1967, la trappe d'accès au bouchon de radiateur disparaît, on ne peut désormais l'atteindre qu'en basculant la calandre. Une nouvelle planche de bord à deux cadrans ronds fait son apparition et un servofrein est désormais disponible en option ou en série en fonction des modèles.
- En septembre 1970, les versions essence passent de 1,5 et 1,6 litre à 1,6 et 1,8 litre.
- Pour 1974, le J7 adopte des freins à disques à l'avant tandis que les versions Confort (minibus, ambulances...) voient leur calandre spéciale remplacée par la même que les autres modèles avec un Lion héraldique supplémentaire.
- En septembre 1975, une nouvelle planche de bord rectiligne avec un combiné d'origine 104 et un volant à quatre branches issu de la 504 prennent place.
- Pour 1978, les versions Diesel de 1,9 et 2,1 litres passent à 2,1 et 2,3 litres.

Fin 1980, le Peugeot J7 est supprimé de la gamme. Il est remplacé par le J9.

## Chiffres de production[1]
Le J7 toutes versions confondues (tôlé, minibus, ambulance...) sera produit de 1965 à 1980 à 336 220 exemplaires.

## Moteurs[1]
Au cours de sa carrière, le J7 est équipé de 2 motorisations de base, le moteur essence de la Peugeot 404 et le moteur Diesel (Indenor) dont la cylindrée va évoluer avec le temps ou selon les versions (les J7 1 800 kg disposant d'un plus gros moteur que les J7 1 400 kg).

### Fourgon1 400kg

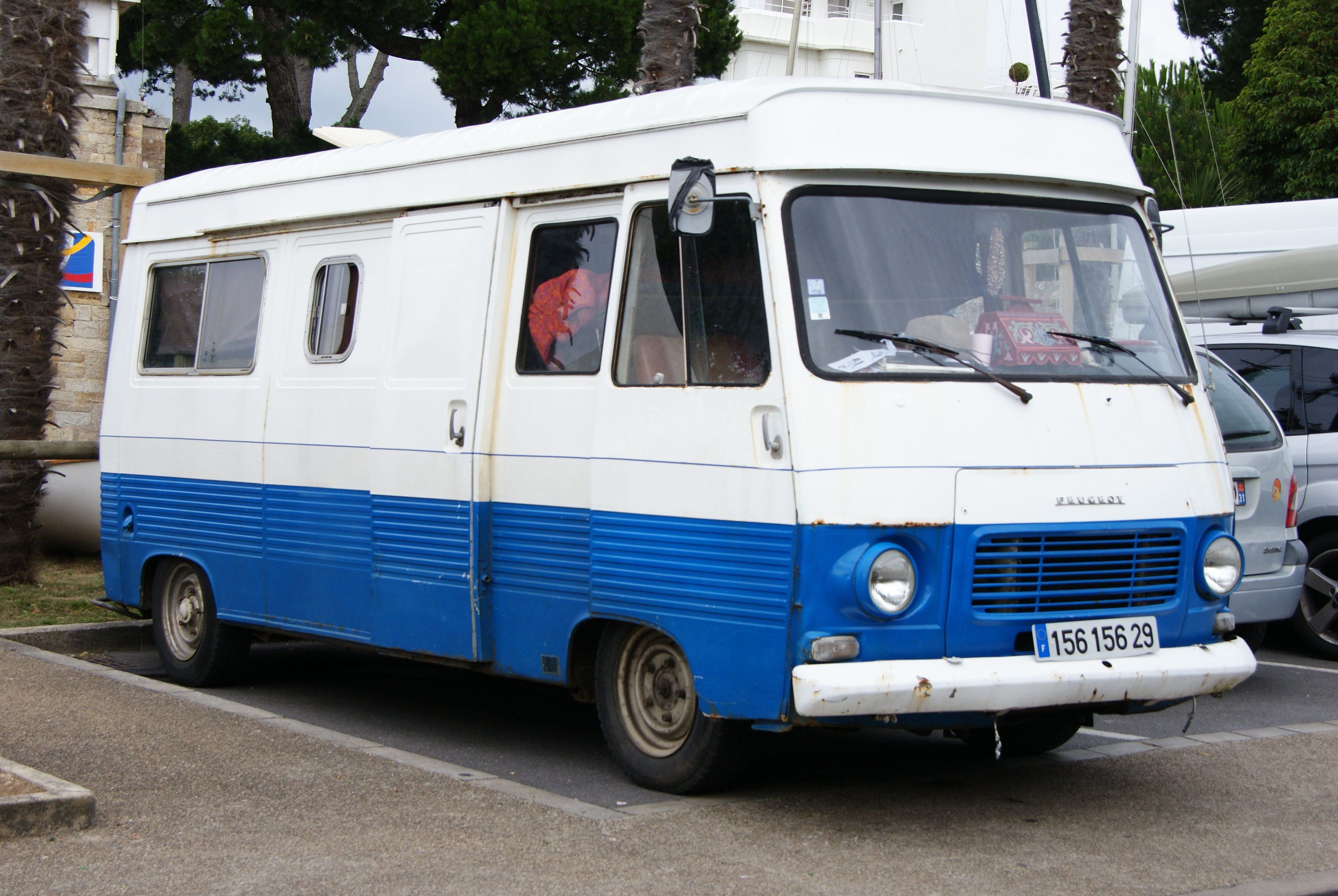
Peugeot J7 plate forme allongée

#### Essence
- 1 468 cm3, 52 ch (8 CV)
- 1 618 cm3, 58 ch (8 CV), à partir des modèles 1971.

#### Diesel
- 1 948 cm3, 48 ch (7 CV)
- 2 112 cm3, 62 ch (7 CV), à partir des modèles 1978.

### Fourgon1 800kg

#### Essence
- 1 618 cm3, 58 ch (8 CV)
- 1 796 cm3, 65 ch (9 CV), à partir des modèles 1971.

#### Diesel
- 2 112 cm3, 62 ch (7 CV)
- 2 304 cm3, 66,5 ch (8 CV et quatrième rapport allongé), à partir des modèles 1978.

## Teintes de carrosserie
Le J7 sera disponible en bleu Tahiti ou gris perle pour les fourgons 1 400 kg et 1 800 kg ainsi qu'en vert émeraude ou beige pour le car.

## La fin du J7
Au début des années 1970, avec le projet "K", Peugeot étudie le remplacement du J7 et s’oriente dans le style des vans américains. À cette époque, Renault propose à Peugeot de partager le coût de développement d'un utilitaire, le futur Renault Trafic, qui pourrait succéder au Peugeot J7. Le constructeur sochalien décline l’offre.
En 1974/75, Peugeot stoppe tout développement du remplaçant du J7 et se donne le temps de la réflexion car Peugeot est très vivement incité (langage diplomatique pour ne pas dire contraint) par l’État français à reprendre Citroën que la famille Michelin s’apprêtait à céder, avec Berliet, au groupe italien Fiat (projet validé par le gouvernement français en 1969 !). Dans cette éventualité, Citroën apporterait dans ses atouts le tout nouvel utilitaire Citroën C35, en fait le Fiat 242 développé en commun qu’il ne faudrait ne pas concurrencer en cas de fusion. En 1976, Peugeot s'exécute et encaisse la subvention pour financer l'achat de Citroën. Berliet est repris par Renault-Saviem, avec la même intervention de l’État français. Les gammes utilitaires de Peugeot et Citroën étant complémentaires, Peugeot stoppe le projet K et lance une simple actualisation du J7 à moindres frais pour donner naissance au Peugeot J9. En parallèle, conscient des avantages des synergies dégagées avec Fiat LCV, Peugeot signe plusieurs accords technologiques qui débouchent, en 1978, à la création de SEVEL qui donnera le nouveau trio d'utilitaires, présenté en 1981 : le Fiat Ducato et ses clones, les Citroën C25 et Peugeot J5.
La production du J9 s'arrête en 1991 en France après quasiment 250.000 exemplaires produits. Le J9 est ensuite fabriqué sous licence par le constructeur turk Karsan jusqu'en 1999.